# Mallochohelea stygia
Mallochohelea stygia är en tvåvingeart som beskrevs av Debenham 1974. Mallochohelea stygia ingår i släktet Mallochohelea och familjen svidknott. Inga underarter finns listade i Catalogue of Life.